# Disko (ö)
Disko, grönländska: Qeqertarsuaq, är en ö vid västra Grönland, i kommunen Qaasuitsup. Med en yta på 8 612 km² är den en av de 100 största öarna i världen. Ön har en längd på ca 160 km, dess medelhöjd är 975 meter och högsta punkten når 1 919 meter över havet. Delar av ön är ständigt istäckta. 
Qeqertarsuaq (danskt namn: Godhavn) är den största orten på ön. Utöver denna finns bosättningen Kangerluk.

## Etymologi
Qeqertarsuaq betyder den stora ön, vilket är ett logiskt namn för den största av alla öar längs Grönlands kust.  Emellertid finns det ytterligare ett tjugotal öar som heter Qeqertarsuaq.

## Historia
Disko låg under vikingatiden och tidig medeltid i den norra utkanten av nordmännens nordligaste bosättning på Grönland – Nordsetur. Under 1600- och 1700-talen besökte bland annat nederländska och baskiska valfångare området. Ön koloniserades 1773, och dess bestyrer Svend Sandgreen (född i Sverige 1734) var också valfångare.

## Disko i kulturen
- Disko är spelplats för delar av handlingen i Jules Vernes roman Guldmeteoren (1908, La Chasse au météore; utgiven på svenska 1974).[6]